# Popham
Popham – osada i civil parish w Anglii, w Hampshire, w dystrykcie Basingstoke and Deane. W 2001 civil parish liczyła 44 mieszkańców. Popham jest wspomniana w Domesday Book (1086) jako Poepham.